# Максим Иглињски
Максим Иглињски (каз. Максим Иглинский; Целиноград, 18. април 1981). бивши је казахстански професионални бициклиста. Највећи успех остварио је 2012. године када је освојио Лијеж - Бастоњ - Лијеж трку.
Иглињски је 2002. године, освојио друго место на Туру Кине, а 2003. године, освојио је етапу на Туру Бугарске. 2004. године, осваја треће место на Туру Грчке и друго место на шампионату Азије. 2006. године, осваја Казахстански национални шампионат у вожњи на хронометар, а годину касније, осваја национални шампионат у друмској вожњи.
2008. године, осваја етапу и девето место на Туру Романдије и брдску класификацију на Туру Швајцарске.
2010. године осваја Тур Бјанке и завршава четврти на Тирено - Адриатику, а затим игра запажену улогу на класицима. Осваја седмо место на Гент - Вевелгему, осмо место на Милан - Сан Рему и трци око Фландрије. 2012. године, осваја Лијеж - Бастоњ - Лијеж, а 2013. осваја једну етапу на Туру Белгије, завршава осми на светском шампионату и девети на Енеко Туру. Године 2014. завршио је на другом месту на првенству Азије, а у октобру је суспендован због позитивног допинг теста, његов брат Валентин је суспендован у септембру због допинга. Након суспензије, завршио је каријеру.